# Palexpo

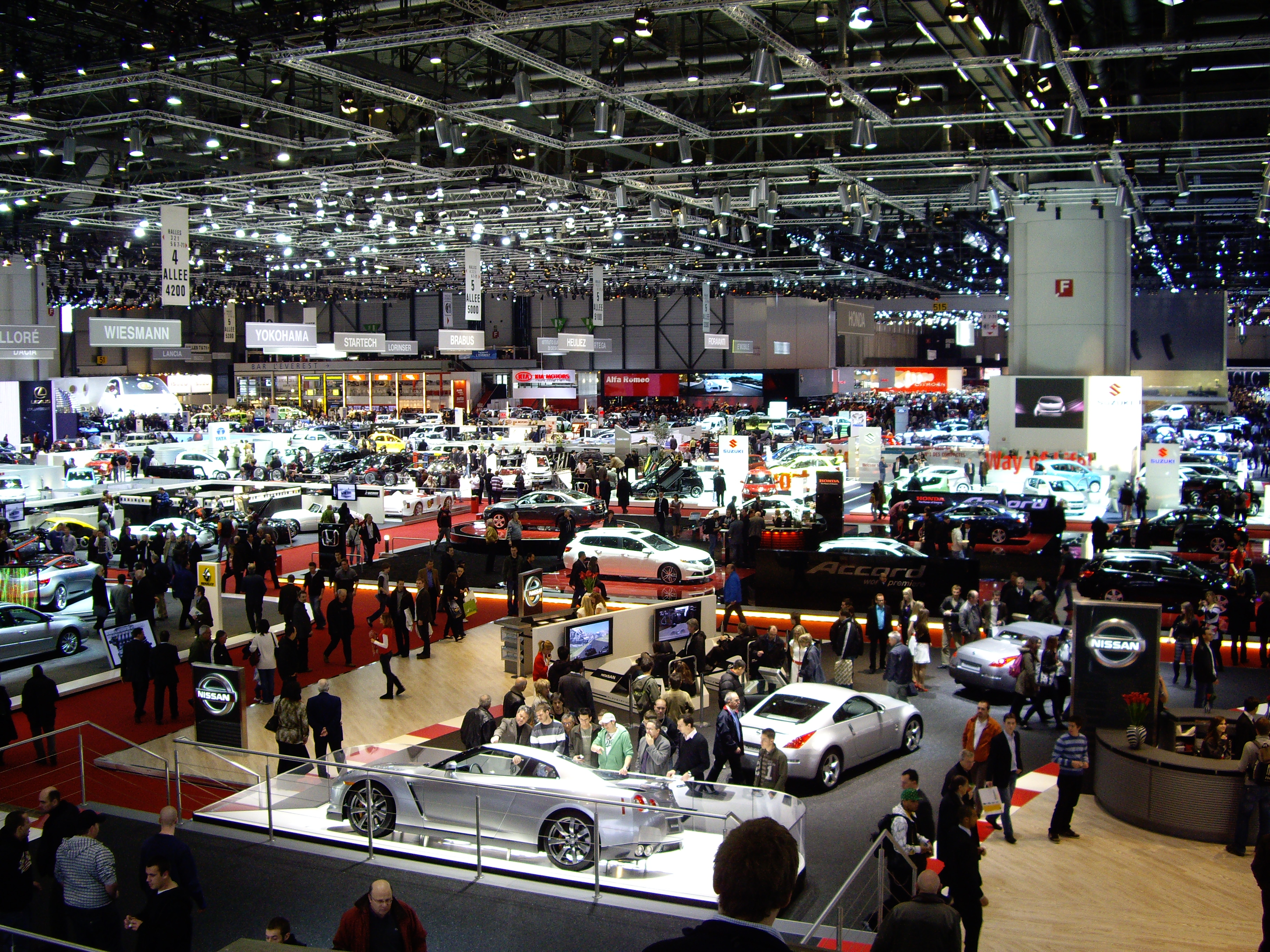
Internationella bilsalongen i mars 2008.

Palexpo är en byggnad för mässor i Genève, belägen i kommunen Grand-Saconnex.
Här arrangeras varje år Internationella bilsalongen i Genève.